# Henneberggarten
De Henneberggarten in het Pools kortweg Park genoemd, is een park in de Poolse stad Zgorzelec dat is aangelegd in het begin van de twintigste eeuw in het voorheen oostelijke deel van de stad Görlitz.
Door stedelijke bebouwing is het park nu kleiner dan begin twintigste eeuw. Het park is vernoemd naar fabrikant Carl Gustav Henneberg die hier tussen 1848 en 1918 een villa had. Het park heeft enkele vijvers en een speelplaats. Tegenwoordig wordt het park begrensd door ul. Bohaterów II Armii Wojska Polskiego (voorheen Hermsdorferstrasse) aan de zuidkant en de Armii Krajowej (invoorheen Trotzendorfstrasse) aan de noordkant.